# Michel Kilo
Michel Kilo, né le 7 janvier 1940 à Lattaquié (Syrie) et mort le 19 avril 2021 à Paris, est un écrivain et dissident syrien. Intellectuel de gauche, opposant politique de confession chrétienne, il a été emprisonné à plusieurs reprises par Hafez el-Assad puis Bachar el-Assad,,,,.

## Biographie
Michel Kilo naît en 1940 dans une famille chrétienne grecque-orthodoxe dans l'ouest de la Syrie,,. Dans les années 1970, il est très actif dans l'opposition au régime en place, militant pour la libération des prisonniers politiques et contre la peine de mort. Il a été membre du Parti communiste syrien,.
Dans les années 1980, Michel Kilo est emprisonné pendant deux ans.
En 1999, il crée les Comités de la société civile en compagnie d'autres militants syriens, comme Mechaal Tamo et Mohammad Abdallah.
En mai 2006, il est arrêté, puis condamné en mai 2007 à trois ans de prison pour avoir été à initiative de la « déclaration Beyrouth-Damas, Damas-Beyrouth », signée par plus de 300 intellectuels syriens et libanais, une déclaration appelant la Syrie à reconnaître le Liban, et à la normalisation des relations entre la Syrie et le Liban, notamment l'établissement de relations diplomatiques. Il est accusé d'« avoir affaibli le sentiment national » et « porté atteinte à la crédibilité de l'État ». Il a dû s'engager à cesser toute activité politique pour pouvoir être libéré, en 2009. Sofia Amara, qui le rencontre en 2011, évoque les intimidations envers ses proches et la torture qu'il a subies.
Début 2011, lors du printemps arabe, il estime qu'en Syrie, « le régime est le plus violent de tous », et que « quarante ans de terreur » du régime policier ne seront pas balayés comme les autres dictatures. Il est partisan de la laïcité et décide de jouer le rôle de médiateur dans les différents courants de l'opposition.
Le 15 avril 2012, il lance au Caire son propre mouvement politique, le Forum démocratique, avec des personnalités de la société civile de l'intérieur de la Syrie, comme Samir Aaita, Aref Dalila et Fayez Sara. Il ne se reconnait pas dans les deux grandes structures de l’opposition, jugeant la coalition nationale syrienne (CNS) trop proche des monarchies de Golfe et la coordination pour le changement démocratique excessivement conciliante avec le régime.
Le 19 avril 2021, il meurt à Paris des suites de la Covid-19.